# スタニスラフ・スミルノフ
スタニスラフ・コンスタンチノヴィッチ・スミルノフ（露: Станисла́в Константи́нович Cмирно́в, 英: Stanislav Konstantinovich Smirnov、1970年9月3日 -）は、ロシアの数学者。専門は複素解析、力学系、確率論。現在はスイスのジュネーヴ大学に在籍している。2010年にフィールズ賞を授与された。

## 経歴
スタニスラフ・スミルノフは1970年、旧ソビエト連邦のレニングラード（現在のロシア連邦サンクトペテルブルク）にて誕生した。1987年までサンクトペテルブルクにある物理学と数学の専門高校"физико-математический лицей №239"（フィジコ＝マテマチチェスキイ・リツェイ No.239）に通い、1992年にサンクトペテルブルク大学を卒業した。後に、アメリカ合衆国のカリフォルニア工科大学に留学し、ニコライ・G・マカノフの指導のもと、《ジュリア集合のスペクトル解析》(Spectral Analysis of Julia Sets)と題する論文を著し、1996年に博士号を与えられた。その後、イェール大学、マックス・プランク数学研究所、プリンストン高等研究所に勤務した。1998年にスウェーデン王立工科大学に移り、2003年からはジュネーヴ大学に在籍している。

## 受賞
スミルノフは1986年と1987年の国際数学オリンピックにおいて2大会連続で満点による金メダルを獲得した。
その後、1997年にサンクトペテルブルク数学会賞、2001年にクレイ研究賞、サレム賞（オデッド・シュラムとの共同受賞）、およびゴラン・グスタファソン賞、2002年にローロ・デイビッドソン賞、2004年にヨーロッパ数学会賞を授与された。
そして2010年に、パーコレーションの共形不変性の証明と統計物理学における平面イジング模型(the proof of conformal invariance of percolation and the planar Ising model in statistical physics)に関する功績が評価され、フィールズ賞を受賞した。